# Libanon i olympiska sommarspelen 1980
Libanon deltog i de olympiska sommarspelen 1980 med en trupp bestående av 15 deltagare. De erövrade en bronsmedalj.

## Medaljer

### Brons
- Hassan Bechara - Brottning

## Cykling
Herrarnas linjelopp
- Salloum Kaysar
- Kamal Ghalayni

## Friidrott
Herrarnas 100 meter
- Roland Dagher
  - Heat — 11,01 (→ gick inte vidare)

Herrarnas 200 meter
- Roland Dagher
  - Heat — 22,27 (→ gick inte vidare)

Herrarnas maraton
- Nabil Choueiri
  - Final — fullföljde inte (→ ingen placering)

## Fäktning
Herrarnas florett
- Dany Haddad
- Hassan Hamze

Herrarnas värja
- Dany Haddad
- Hassan Hamze